# Базлик, Мирослав
Мирослав (Миро) Базлик (12 апреля 1931, Немецкая Люпча, Чехословакия — 29 августа 2024, Братислава, Словакия) — словацкий композитор, пианист, музыкальный педагог и математик.

## Биография
Мирослав Базлик родился в 1931 году в Партизанской Люпче в семье местного священника. Первые уроки музыки композитор получил от своего отца, затем брал уроки игры на фортепиано у выдающегося переводчика и литературного критика Зоры Есенски в Мартине. С 1946 года оттачивал пианистическое мастерство в Братиславской консерватории в классе Анны Кафендовой.
В 1951 году Базлик переехал в Прагу, где изучал математический анализ на факультет математики и физики в Пражском университете, а также продолжил заниматься фортепиано у Франтишека Рауха и Ивана Моравца и композицией у Йиржи Элиаша.
Завершив обучение в Пражском университете, оттачивал композиторское мастерство в Высшей школе исполнительского искусства в Братиславе в классе Яна Циккера, одновременно преподавая математику. С 1963 года давал частные уроки композиции и фортепиано.

## Творчество
Творческое наследие Марослава Базлика отличается необычайной многогранностью.
Его ранние фортепианные сочинения в значительной степени были написаны под влиянием музыки Баха, Моцарта, Бетховена, Шопена, Брамса и других. Его опыт в математическом анализе, в свою очерерь, позволил композитору овладеть новейшими композиторскими техниками, в частности додекафонией. Понимание музыки как драматического искусства и успех оперы Яна Циккера  "Воскресение" сподвигли Базлика написать антивоенную оперу "Пьер и Люс" по одноимённому роману Ромена Роллана. 
Творческая многогранность также проявилась в оратории "Двенадцать" по одноимённой поэме Александра Блока, в которой был применён синтез использования алгебраической топологии и необарочной музыкальной составляющей. 
С 1970-х годов Базлик уделяет внимание электроакустической музыке. Среди сочинений этого периода наиболее известны: 
- "Spectra — метаморфозы и комментарии к Хорошо темперированному клавиру И. С. Баха", "Simple Electronic Symphony", "Пастырская баллада" и другие.